# NGC 4055
NGC 4055 (другие обозначения — NGC 4061, VV 49, UGC 7044, VV 179, MCG 4-29-6, ZWG 128.5, ZWG 98.40, PGC 38146) — эллиптическая галактика (E) в созвездии Волосы Вероники.
Этот объект занесён в новый общий каталог несколько раз, с обозначениями NGC 4055, NGC 4061.
Этот объект входит в число перечисленных в оригинальной редакции «Нового общего каталога».
В галактике вспыхнула сверхновая SN 2008bf типа Ia, её пиковая видимая звездная величина составила 16,8.